# Norman Olson
Norman Olson (1946) è un attivista statunitense del movimento della milizia e cofondatore della Milizia del Michigan.
È un ministro battista e un sottufficiale dell'United States Air Force in pensione originario di Alanson, Michigan.

## Biografia
Nel 1994 Olson e Ray Southwell fondarono la Michigan Militia, una milizia organizzata nata in risposta alle minacce percepite dal governo federale ai diritti dei cittadini, in particolare a quello che ritenevano fosse il desiderio dell'allora presidente Bill Clinton di approvare leggi severe sul controllo delle armi. Olson possedeva una proprietà boscosa di 120 acri (0,49 km²) nel Michigan settentrionale che serviva come base di addestramento della milizia, dove i membri imparavano le abilità paramilitari.
Olson ha attirato l'attenzione del governo degli Stati Uniti su di sé e sulla Milizia del Michigan quando ha riferito che il complice dell'attentato di Oklahoma City Terry Nichols aveva partecipato a una delle sue riunioni. Sostenne inoltre che l'attentato era stato compiuto dal governo giapponese come rappresaglia per un attacco con il gas sarin nella metropolitana di Tokyo, che Olson sosteneva fosse stato perpetrato dagli Stati Uniti. La teoria del complotto fu ritenuta così estrema dai compagni della milizia che fu espulso dalla Milizia del Michigan dopo aver perso quattro elezioni a comandante.
Sempre nel 1995, Olson ha testimoniato sul movimento della milizia alla sottocommissione giudiziaria del Senato degli Stati Uniti per il terrorismo, la tecnologia e la sicurezza interna.
Nel 2000, Olson ordinò alle milizie di tutti gli Stati Uniti di difendere il Tempio Battista di Indianapolis, le cui proprietà dovevano essere confiscate dopo molteplici mancati pagamenti di tasse. Ordinò alle milizie di circondare la chiesa per impedire al governo di entrare e affermò che l'incidente poteva essere "Waco II".
Nel 2004, Olson ha acquistato 22 acri (89 000 m²) vicino a Nikiski, in Alaska, sulla penisola di Kenai, dove lui e Southwell si sono trasferiti con le loro famiglie. Olson è in seguito diventato parte della Alaska Citizen's Militia, che ha contribuito a creare.